# Nederlandse Liederenbank
La Nederlandse Liederenbank est une base de données numériques de la chanson néerlandaise, contenant plus de 150 000 chansons néerlandaises du Moyen Âge au XXe siècle, entre autres des chansons traditionnelles, des chansons enfantines, des chants de Noël, des chansons pour Saint-Nicolas, des chansons d'amour, des chants de marins, des chansons grivoises, des chansons de gueux et des chansons religieuses.

## LaNederlandse Liederenbank

### Bref historique
La Nederlandse Liederenbank est un projet du Centre de documentation et de recherche de la chanson néerlandaise (DOC Lied), une composante de l'Institut Meertens (Institut de recherche de l'Académie royale néerlandaise des sciences).
Le développement de cette base de données a commencé en 1954 avec la création des Archives de la chanson populaire néerlandaise (Nederlands Volksliedarchief), qui a finalement fusionné avec l'Institut Meertens. Une source importante était la collection Onder de Groene Linde (Sous le vert tilleul), constituée par Ate Doornbosch. Depuis 1999, les données sont numérisées sous la direction de Louis Peter Grijp. Depuis 2007, la Liederenbank est à la disposition du public sur Internet.

### Chansons néerlandaises en ligne
De 2009 à 2013, sous la devise Dutch Songs On Line (« Chansons néerlandaises en ligne »), on travaille à une vaste base de données contenant les paroles des chansons néerlandaises de la période avant 1900, où sont intégrées les données de la Bibliothèque numérique des lettres néerlandaises et de la Liederenbank.

### Fichiers audio de chansons néerlandaises
En novembre 2014, à l'occasion du 40e anniversaire de la Camerata Trajectina, ont été ajoutés au site web des fichiers audio contenant toutes les pistes des disques vinyle ou compacts de cet ensemble de musique ancienne ainsi que de fichiers audio provenant d'enregistrements de leurs concerts par des stations de radio ; ces fichiers viennent enrichir les environ 5 000 fichiers audio d'enregistrements de chansons récoltées par Ate Doornbosch, ainsi que le canon littéraire de la chanson néerlandaise et l'exécution vocale du premier verset ou couplet de chaque psaume du recueil des Souterliedekens de 1540,

## Ressources

### Sources
- (nl) Cet article est partiellement ou en totalité issu de l’article de Wikipédia en néerlandais intitulé « Nederlandse Liederenbank » (voir la liste des auteurs).